# Stylidium calcaratum
Stylidium calcaratum är en tvåhjärtbladig växtart som beskrevs av Robert Brown. Stylidium calcaratum ingår i släktet Stylidium och familjen Stylidiaceae. Inga underarter finns listade i Catalogue of Life.

## Bildgalleri

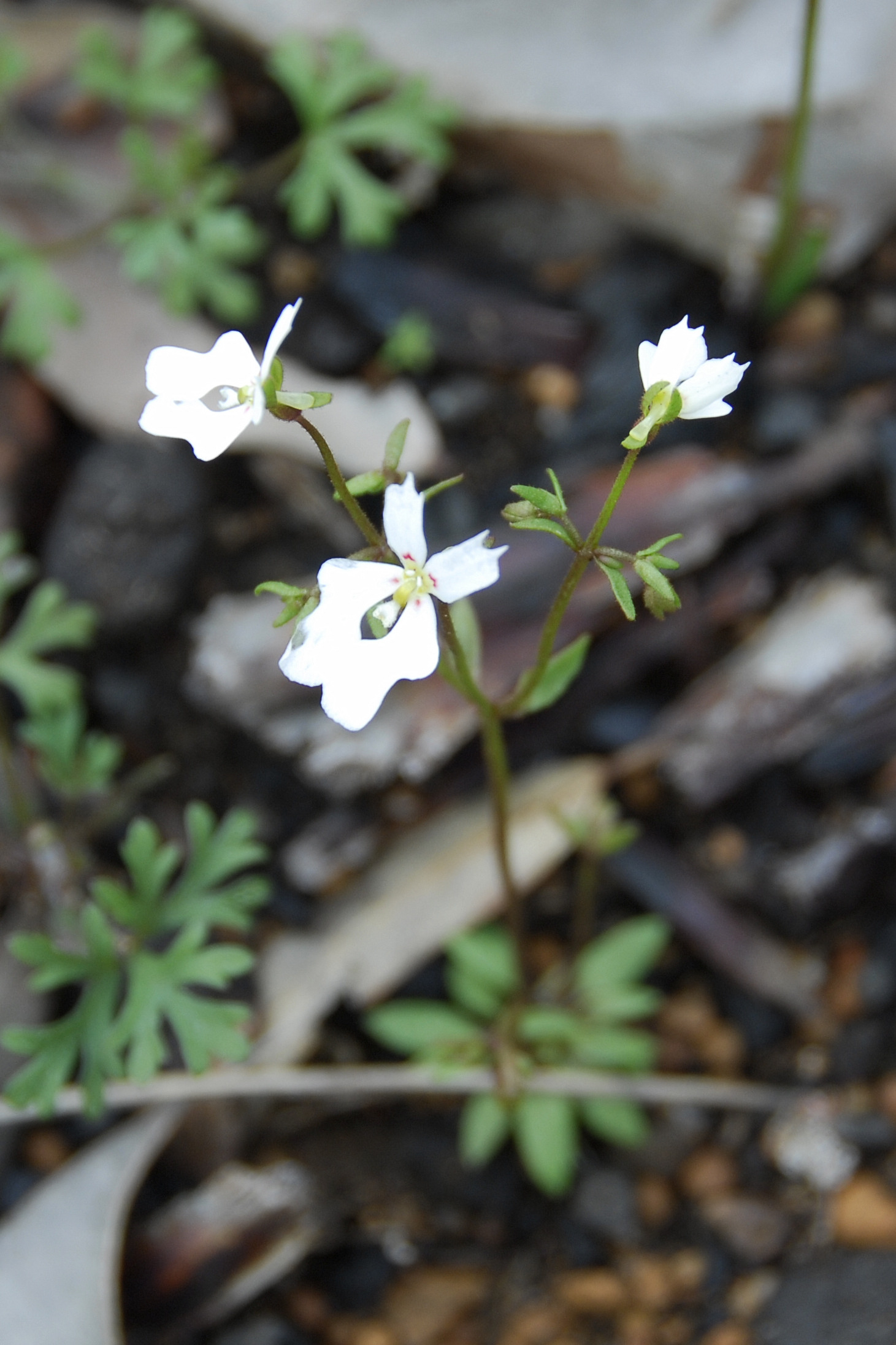
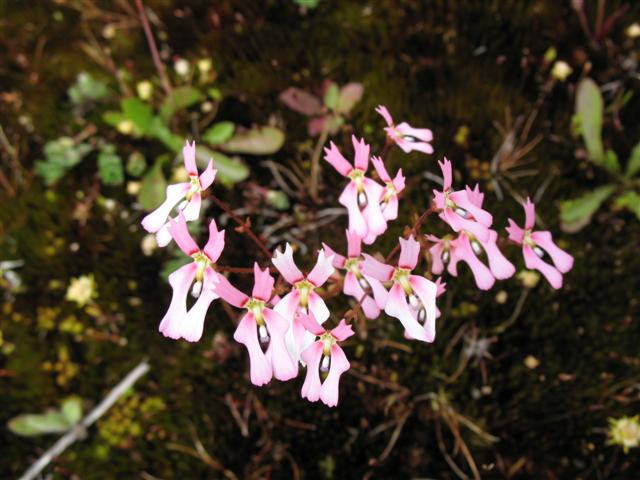
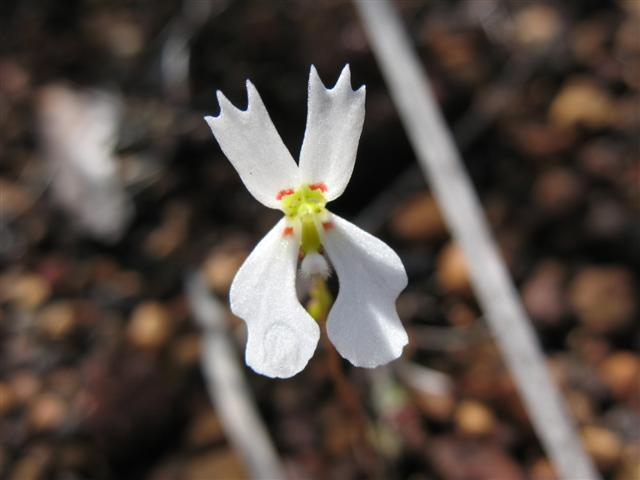
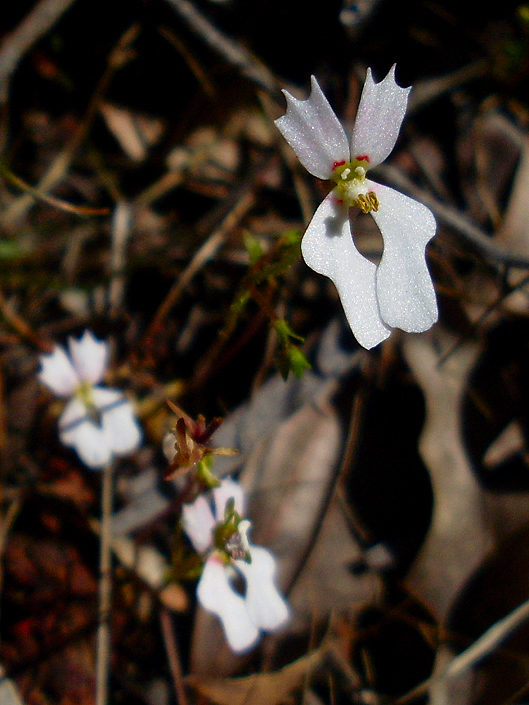
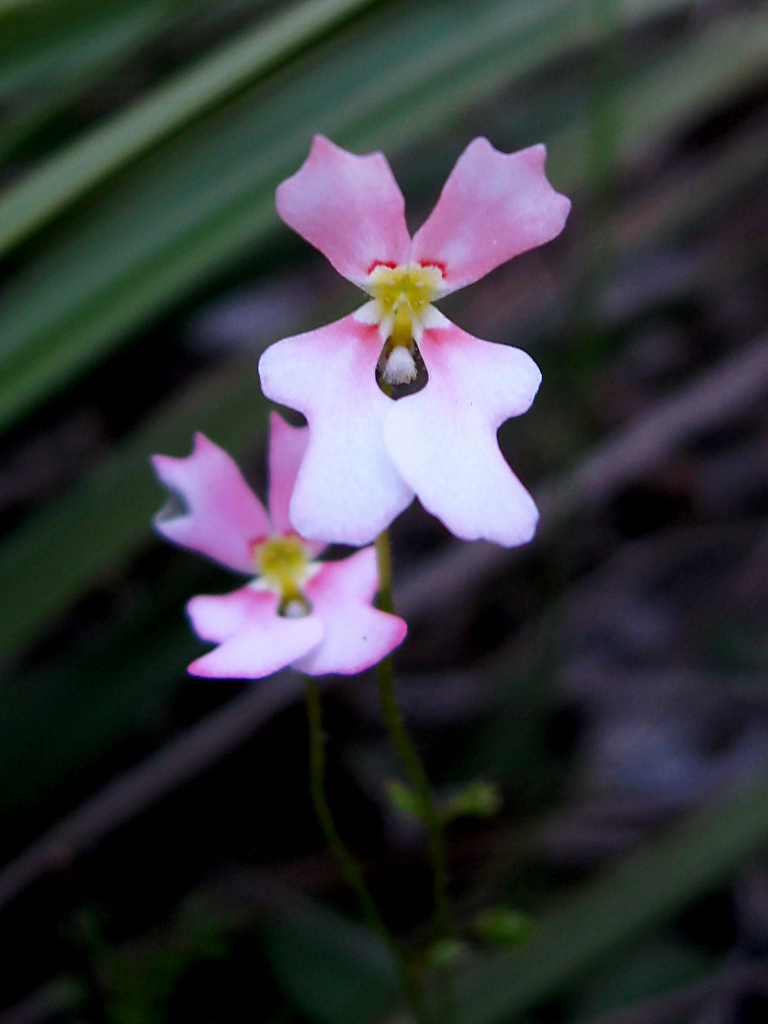
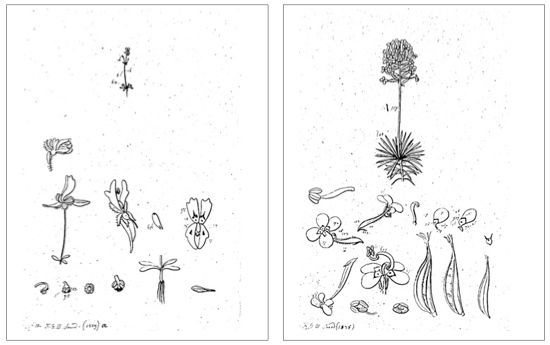